# Kaoru Takayama
Kaoru Takayama (高山 薫, Takayama Kaoru) est un footballeur japonais né le 8 juillet 1988 à Kawasaki. Il évolue au poste de milieu offensif gauche.

## Biographie
Il inscrit sept buts en première division japonaise lors de la saison 2015 avec le club du Shonan Bellmare.